# Liga del Fútbol Profesional Boliviano 2013-2014
La Liga del Fútbol Profesional Boliviano (LFPB) 2013-2014 è la 37ª edizione del campionato boliviano di calcio.

## Formato
Le squadre ubicate nelle prime 2 posizioni del Torneo Apertura, Clausura, e Play-off, si aggiudicano i 6 posti della Bolivia nei tornei internazionali dell'anno seguente: 3 in Copa Libertadores e 3 in Copa Sudamericana.
Alla fine di ogni stagione annuale, la peggiore squadra della classifica discende alla sua rispettiva associazione dipartimentale e viene rimpiazzata dalla squadra vincitrice della Copa Simón Bolívar. A sua volta, la seconda peggiore squadra della classifica gioca una serie contro la seconda classificata della Copa Simón Bolívar per il diritto di rimanere (o ascendere, secondo il caso) nella LFPB.

## Squadre partecipanti
| Club              | Città                   | Stadio                        | Stagione precedente | Allenatore               |
| ----------------- | ----------------------- | ----------------------------- | ------------------- | ------------------------ |
| Aurora            | Cochabamba              | Estadio Félix Capriles        | 10º posto           | Miguel Ángel Zahzú       |
| Blooming          | Santa Cruz de la Sierra | Estadio Ramón Aguilera Costas | 8º posto            | Mauricio Soria           |
| Bolívar           | La Paz                  | Estadio Hernando Siles        | Campione            | Xabier Azkargorta        |
| Guabirá           | Montero                 | Estadio Gilberto Parada       | Promosso            | Álvaro Guillermo Peña    |
| Nacional Potosí   | Potosí                  | Estadio Víctor Agustín Ugarte | 9º posto            | Marcos Ferrufino         |
| Oriente Petrolero | Santa Cruz de la Sierra | Estadio Ramón Aguilera Costas | 2º posto            | Marco Antonio Barrero    |
| Real Potosí       | Potosí                  | Estadio Víctor Agustín Ugarte | 7º posto            | Víctor Hugo Andrada      |
| San José          | Oruro                   | Estadio Jesús Bermúdez        | 3º posto            | Julio César Baldivieso   |
| Sport Boys Warnes | Warnes                  | Estadio Samuel Vaca Jimenez   | Promosso            | Néstor Rolando Clausen   |
| The Strongest     | La Paz                  | Estadio Hernando Siles        | 5º posto            | Eduardo Villegas         |
| Univ. Sucre       | Sucre                   | Estadio Olímpico Patria       | 4º posto            | Javier Vega              |
| Wilstermann       | Cochabamba              | Estadio Félix Capriles        | 6º posto            | Marcelo Antonio Carballo |

## Torneo Apertura

### Classifica marcatori
| Gol | Rigori |  | Giocatore        | Squadra           |
| --- | ------ |  | ---------------- | ----------------- |
| 16  |        |  | Marcelo Gomes    | San José          |
| 16  | 1      |  | Carlos Saucedo   | San José          |
| 13  |        |  | Pablo Escobar    | The Strongest     |
| 13  | 1      |  | William Ferreira | Bolívar           |
| 12  |        |  | Rodrigo Ramallo  | Wilstermann       |
| 11  |        |  | Matías Manzano   | Universitario     |
| 10  |        |  | Juan Carlos Arce | Bolívar           |
| 10  | 1      |  | José Castillo    | Guabirá           |
| 9   |        |  | Gerardo Berodia  | Wilstermann       |
| 9   |        |  | Jair Reinoso     | The Strongest     |
| 9   | 2      |  | Mauricio Saucedo | Universitario     |
| 8   |        |  | Óscar Díaz       | Aurora            |
| 8   |        |  | Alcides Peña     | Oriente Petrolero |
| 7   | 1      |  | Yasmani Duk      | Oriente Petrolero |
| 7   |        |  | Roberto Gamarra  | Aurora            |

## Torneo Clausura

### Classifica marcatori
| Gol | Rigori |  | Giocatore         | Squadra           |
| --- | ------ |  | ----------------- | ----------------- |
| 12  |        |  | Carlos Neumann    | San José          |
| 10  |        |  | Marcelo Gomes     | San José          |
| 9   | 2      |  | Sergio Almirón    | Blooming          |
| 9   | 1      |  | William Ferreira  | Bolívar           |
| 8   | 1      |  | Bryan Aldave      | Nacional Potosí   |
| 8   |        |  | Óscar Díaz        | Aurora            |
| 8   |        |  | Ferreira          | Sport Boys        |
| 8   | 3      |  | Gualberto Mojica  | Oriente Petrolero |
| 8   | 1      |  | Martín Palavicini | Universitario     |
| 8   |        |  | Gustavo Pinedo    | Universitario     |
| 7   |        |  | Pablo Escobar     | The Strongest     |
| 6   |        |  | Adán Bravo        | San José          |
| 6   |        |  | José Castillo     | Guabirá           |
| 6   |        |  | Rodrigo Vargas    | Nacional Potosí   |
| 6   |        |  | Iván Zerda        | Real Potosí       |